# Istorijska pozadina Novog zaveta
Istorijska pozadina Novog zaveta se odnosi na kulturne i društveno-političke prilike Palestine (Svete Zemlje abrahamskih religija) 1. veka pre naše ere i 1. veka naše ere.

## Političke prilike
Delimično helenizovana jevrejska teritorija je bila pod vlašću rimskog carstva, ali među Jevrejima je postojala jaka nada povratka nezavisnosti. Iako je period Isusovog života uglavnom bio miran (posebno između 7. i 26. godine), postojala je stalna mogućnost izbijanja pobuna, nereda i nasilnog otpora (vidi o zilotima). Irod Veliki, Idumejac koga je rimski senat postavio za kralja Idumeje, Galileje, Judeje i Samarije, je vladao od 37 do 4. p. n. e.. Nakon njegove smrti, Rimljani su podelili kraljevstvo između njegovih sinova, te je Herod Antipa vladao Galilejom ali ne i Judejom, koja je postala zasebna provincija.

## Društvene prilike
Isusova postojbina je Galileja, severno od Judeje na drugoj strani Samarije (koja je bila neprijateljska prema Judejcima). Judejci nisi naročito cenili Galilejce jer su oni često bili mešane krvi i otvoreni stranim uticajima.
Samarićani su bili omraženi od strane Isusovih sunarodnika Jevreja. Samarićani su takođe mrzeli Jevreje. Tenzije su posebno narasle početkom prvog veka kada su Samarićani navodno oskrnavili jevrejski hram ljudskim kostima.

## Jezičke prilike
Galilejski dijalekat se jasno razlikovao od judejskog dijalekta.

## Verske prilike
U judaističkoj religiji prvog veka je postojalo nekoliko pravaca. Fariseji su bili značajna stranka, i verovali su u vaskrsenje mrtvih, božansku pravdu u sledećem životu, anđele, ljudsku slobodu i božije proviđenje. Sadukeji su bili konzervativniji, držali su vlast u Hramu i nisu verovali u vaskrsenje i večnost duše. Eseni su bili asketska zajednica koja je očekivala skoru apokalipsu.
Neki naučnici smatraju da je Jovan Krstitelj (Johanan) bio pod uticajem esena, koji su upražnjavali obredne rituale čvrsto povezane sa krštenjem, iako za to nema direktnih dokaza.
Što se tiče Isusa (Ješua), naučnici se i dalje spore oko toga kakav je bio njegov odnos prema raznim oblicima judaizma. Prema mišljenju nekih naučnika, mađu kojima su Geza Vermes i E.P. Sanders, Isus nije pripadao ni jednom tradicionalnom pravcu ili pokretu. Oko 30 godine je prihvatio Jovano krštenje.

## Literatura
- Forbes, Greg (2000). The God of Old: The Role of the Lukan Parables in the Purpose of Luke's Gospel. A&C Black. стр. 63–64. ISBN 978-1-84127-131-6.